# Diàleg interreligiós
El Diàleg interreligiós és el procés d'apropament, coneixement mutu i col·laboració entre dos o més grups religiosos. El procés de diàleg entre les religions implica al mateix temps un diàleg intrareligiós dintre de les comunitats religioses que dialoguen.